# Partecipanti alle Strade Bianche 2023
Elenco dei partecipanti a Strade Bianche 2023.
La Strade Bianche 2023 è la diciassettesima edizione della corsa. Alla competizione presero parte venticinque squadre: le diciotto iscritte all'UCI World Tour 2023 e sette squadre dell'UCI ProTeam.
Ciascuna delle squadre è composta da sette ciclisti, per un totale di 175.

## Corridori per squadra
Nota: R ritirato, NP non partito, FT fuori tempo, SQ squalificato
| Alpecin-Deceuninck    | Alpecin-Deceuninck    | Alpecin-Deceuninck    | AG2R Citroën Team        | AG2R Citroën Team        | AG2R Citroën Team        | Astana Qazaqstan Team             | Astana Qazaqstan Team             | Astana Qazaqstan Team             |
| --------------------- | --------------------- | --------------------- | ------------------------ | ------------------------ | ------------------------ | --------------------------------- | --------------------------------- | --------------------------------- |
| N°                    | Ciclista              | Clas.                 | N°                       | Ciclista                 | Clas.                    | N°                                | Ciclista                          | Clas.                             |
| 1                     | Mathieu van der Poel  | 15°                   | 11                       | Greg Van Avermaet        | 45°                      | 21                                | Aleksej Lucenko                   | 11°                               |
| 2                     | Samuel Gaze           | 85°                   | 12                       | Valentin Retailleau      | R                        | 22                                | Leonardo Basso                    | 126°                              |
| 3                     | Michael Gogl          | 67°                   | 13                       | Valentin Paret-Peintre   | R                        | 23                                | Manuele Boaro                     | R                                 |
| 4                     | Oscar Riesebeek       | 127°                  | 14                       | Nans Peters              | 45°                      | 24                                | Evgenij Fëdorov                   | NP                                |
| 5                     | Robert Stannard       | 51°                   | 15                       | Michael Schär            | 90°                      | 25                                | Antonio Nibali                    | R                                 |
| 6                     | Fabio Van Den Bossche | 129°                  | 16                       | Andrea Vendrame          | R                        | 26                                | Aljaksandr Rabušėnka              | FT                                |
| 7                     | Gianni Vermeersch     | 22°                   | 17                       | Clément Venturini        | 44°                      | 27                                | Simone Velasco                    | 91°                               |
| Bahrain Victorious    | Bahrain Victorious    | Bahrain Victorious    | Bora-Hansgrohe           | Bora-Hansgrohe           | Bora-Hansgrohe           | Cofidis                           | Cofidis                           | Cofidis                           |
| N°                    | Ciclista              | Clas.                 | N°                       | Ciclista                 | Clas.                    | N°                                | Ciclista                          | Clas.                             |
| 31                    | Pello Bilbao          | 7°                    | 41                       | Sergio Higuita           | 38°                      | 51                                | Axel Zingle                       | 54°                               |
| 32                    | Matevž Govekar        | 107°                  | 42                       | Cesare Benedetti         | R                        | 52                                | André Carvalho                    | 113°                              |
| 33                    | Rainer Kepplinger     | 48°                   | 43                       | Patrick Gamper           | R                        | 53                                | Thomas Champion                   | R                                 |
| 34                    | Fran Miholjević       | R                     | 44                       | Lennard Kämna            | 29°                      | 54                                | Eddy Finé                         | 97°                               |
| 35                    | Matej Mohorič         | 6°                    | 45                       | Patrick Konrad           | 24°                      | 55                                | Jonathan Lastra                   | 84°                               |
| 36                    | Andrea Pasqualon      | 49°                   | 46                       | Ide Schelling            | 108°                     | 56                                | Axel Mariault                     | 103°                              |
| 37                    | Hermann Pernsteiner   | 46°                   | 47                       | Aleksandr Vlasov         | 26°                      | 57                                | Harrison Wood                     | 47°                               |
| EF Education-EasyPost | EF Education-EasyPost | EF Education-EasyPost | Eolo-Kometa Cycling Team | Eolo-Kometa Cycling Team | Eolo-Kometa Cycling Team | Green Project-BardianiCSF-Faizanè | Green Project-BardianiCSF-Faizanè | Green Project-BardianiCSF-Faizanè |
| N°                    | Ciclista              | Clas.                 | N°                       | Ciclista                 | Clas.                    | N°                                | Ciclista                          | Clas.                             |
| 61                    | Alberto Bettiol       | R                     | 71                       | Erik Fetter              | 75°                      | 81                                | Alex Tolio                        | 82°                               |
| 62                    | Andrey Amador         | R                     | 72                       | Simone Bevilacqua        | R                        | 82                                | Luca Colnaghi                     | 109°                              |
| 63                    | Mikkel Frølich Honoré | 66°                   | 73                       | Andrea Garosio           | FT                       | 83                                | Davide Gabburo                    | 62°                               |
| 64                    | Jens Keukeleire       | 93°                   | 74                       | Mirco Maestri            | 89°                      | 84                                | Riccardo Lucca                    | 119°                              |
| 65                    | Sean Quinn            | 35°                   | 75                       | Andrea Pietrobon         | R                        | 85                                | Filippo Magli                     | 111°                              |
| 66                    | James Shaw            | 27°                   | 76                       | Samuele Rivi             | R                        | 86                                | Alessandro Tonelli                | R                                 |
| 67                    | Julius van den Berg   | 83°                   | 77                       | Diego Sevilla            | 110°                     | 87                                | Samuele Zoccarato                 | 122°                              |
| Groupama-FDJ          | Groupama-FDJ          | Groupama-FDJ          | Ineos Grenadiers         | Ineos Grenadiers         | Ineos Grenadiers         | Intermarché-Circus-Wanty          | Intermarché-Circus-Wanty          | Intermarché-Circus-Wanty          |
| N°                    | Ciclista              | Clas.                 | N°                       | Ciclista                 | Clas.                    | N°                                | Ciclista                          | Clas.                             |
| 91                    | Thibaut Pinot         | 19°                   | 101                      | Thomas Pidcock           | 1°                       | 111                               | Rui Costa                         | 4°                                |
| 92                    | Lewis Askey           | 94°                   | 102                      | Laurens De Plus          | 25°                      | 112                               | Sven Erik Bystrøm                 | 42°                               |
| 93                    | Romain Grégoire       | 8°                    | 103                      | Michał Kwiatkowski       | 18°                      | 113                               | Rune Herregodts                   | R                                 |
| 94                    | Olivier Le Gac        | 65°                   | 104                      | Brandon Rivera           | 61°                      | 114                               | Laurens Huys                      | 52°                               |
| 95                    | Fabian Lienhard       | 121°                  | 105                      | Carlos Rodríguez         | R                        | 115                               | Simone Petilli                    | 33°                               |
| 96                    | Valentin Madouas      | 2°                    | 106                      | Magnus Sheffield         | 56°                      | 116                               | Lorenzo Rota                      | R                                 |
| 97                    | Quentin Pacher        | 60°                   | 107                      | Ben Tulett               | 31°                      | 117                               | Georg Zimmermann                  | R                                 |
| Israel-Premier Tech   | Israel-Premier Tech   | Israel-Premier Tech   | Jumbo-Visma              | Jumbo-Visma              | Jumbo-Visma              | Lotto Dstny                       | Lotto Dstny                       | Lotto Dstny                       |
| N°                    | Ciclista              | Clas.                 | N°                       | Ciclista                 | Clas.                    | N°                                | Ciclista                          | Clas.                             |
| 121                   | Simon Clarke          | 28°                   | 131                      | Tiesj Benoot             | 3°                       | 141                               | Andreas Kron                      | 10°                               |
| 122                   |                       |                       | 132                      | Michel Hessmann          | 74°                      | 142                               | Johannes Adamietz                 | R                                 |
| 123                   | Derek Gee             | FT                    | 133                      | Lennard Hofstede         | 105°                     | 143                               | Arjen Livyns                      | 95°                               |
| 124                   | Omer Goldstein        | FT                    | 134                      | Gijs Leemreize           | FT                       | 144                               | Sylvain Moniquet                  | 125°                              |
| 125                   | Reto Hollenstein      | R                     | 135                      | Milan Vader              | 34°                      | 145                               | Mathijs Paasschens                | 114°                              |
| 126                   | Krists Neilands       | 77°                   | 136                      | Attila Valter            | 5°                       | 146                               | Eduardo Sepúlveda                 | R                                 |
| 127                   | Mads Würtz Schmidt    | R                     | 137                      | Tosh Van Der Sande       | 87°                      | 147                               | Maxim Van Gils                    | 23°                               |
| Movistar Team         | Movistar Team         | Movistar Team         | Q36.5 Pro Cycling Team   | Q36.5 Pro Cycling Team   | Q36.5 Pro Cycling Team   | Soudal Quick-Step                 | Soudal Quick-Step                 | Soudal Quick-Step                 |
| N°                    | Ciclista              | Clas.                 | N°                       | Ciclista                 | Clas.                    | N°                                | Ciclista                          | Clas.                             |
| 151                   | Alex Aranburu         | 16°                   | 161                      | Gianluca Brambilla       | R                        | 171                               | Julian Alaphilippe                | 43°                               |
| 152                   | Juri Hollmann         | 72°                   | 162                      | Negasi Haylu Abreha      | 115°                     | 172                               | Andrea Bagioli                    | 30°                               |
| 153                   | Lluís Mas             | 71°                   | 163                      | Walter Calzoni           | 53°                      | 173                               | Davide Ballerini                  | R                                 |
| 154                   | Nelson Oliveira       | 36°                   | 164                      | Marcel Camprubi          | R                        | 174                               | Dries Devenyns                    | R                                 |
| 155                   | Iván Romeo            | R                     | 165                      | Filippo Colombo          | 123°                     | 175                               | Casper Pedersen                   | 88°                               |
| 156                   | Albert Torres         | 116°                  | 166                      | Filippo Conca            | 59°                      | 176                               | Pieter Serry                      | 58°                               |
| 157                   | Carlos Verona         | 64°                   | 167                      | Mark Donovan             | R                        | 177                               | Mauri Vansevenant                 | 86°                               |
| Team Arkéa-Samsic     | Team Arkéa-Samsic     | Team Arkéa-Samsic     | Team DSM                 | Team DSM                 | Team DSM                 | Team Jayco AlUla                  | Team Jayco AlUla                  | Team Jayco AlUla                  |
| N°                    | Ciclista              | Clas.                 | N°                       | Ciclista                 | Clas.                    | N°                                | Ciclista                          | Clas.                             |
| 181                   | Warren Barguil        | 20°                   | 191                      | Harm Vanhoucke           | 101°                     | 201                               | Filippo Zana                      | 21°                               |
| 182                   | Louis Barré           | 118°                  | 192                      | Marco Brenner            | R                        | 202                               | Alexandre Balmer                  | 80°                               |
| 183                   | Anthony Delaplace     | 79°                   | 193                      | Sean Flynn               | 92°                      | 203                               | Alessandro De Marchi              | 39°                               |
| 184                   | Simon Guglielmi       | 32°                   | 194                      | Lorenzo Milesi           | R                        | 204                               | Felix Engelhardt                  | FT                                |
| 185                   | Łukasz Owsian         | FT                    | 195                      | Oscar Onley              | 41°                      | 205                               | Christopher Juul Jensen           | 99°                               |
| 186                   | Clément Russo         | 98°                   | 196                      | Martijn Tusveld          | 78°                      | 206                               | Jan Maas                          | 124°                              |
| 187                   | Alessandro Verre      | 40°                   | 197                      | Henri Vandenabeele       | R                        | 207                               | Zdeněk Štybar                     | 73°                               |
| TotalEnergies         | TotalEnergies         | TotalEnergies         | Trek-Segafredo           | Trek-Segafredo           | Trek-Segafredo           | Tudor Pro Cycling Team            | Tudor Pro Cycling Team            | Tudor Pro Cycling Team            |
| N°                    | Ciclista              | Clas.                 | N°                       | Ciclista                 | Clas.                    | N°                                | Ciclista                          | Clas.                             |
| 211                   | Peter Sagan           | 104°                  | 221                      | Edward Theuns            | 120°                     | 231                               | Sébastien Reichenbach             | 50°                               |
| 212                   | Maciej Bodnar         | R                     | 222                      | Dario Cataldo            | 117°                     | 232                               | Nils Brun                         | 112°                              |
| 213                   | Mathieu Burgaudeau    | R                     | 223                      | Amanuel Gebreigzabhier   | 81°                      | 233                               | Aloïs Charrin                     | R                                 |
| 214                   | Steff Cras            | 37°                   | 224                      | Asbjørn Hellemose        | 63°                      | 234                               | Lucas Eriksson                    | 55°                               |
| 215                   | Valentin Ferron       | 76°                   | 225                      | Markus Hoelgaard         | FT                       | 235                               | Simon Pellaud                     | 96°                               |
| 216                   | Daniel Oss            | 128°                  | 226                      | Quinn Simmons            | 12°                      | 236                               | Roland Thalmann                   | 102°                              |
| 217                   | Julien Simon          | R                     | 227                      | Toms Skujiņš             | 17°                      | 237                               | Yannis Voisard                    | 68°                               |
| UAE Team Emirates     |                       |                       |                          |                          |                          |                                   |                                   |                                   |
| N°                    | Ciclista              | Clas.                 |                          |                          |                          |                                   |                                   |                                   |
| 241                   | Diego Ulissi          | 14°                   |                          |                          |                          |                                   |                                   |                                   |
| 242                   | Sjoerd Bax            | 100°                  |                          |                          |                          |                                   |                                   |                                   |
| 243                   | George Bennett        | 106°                  |                          |                          |                          |                                   |                                   |                                   |
| 244                   | Alessandro Covi       | 69°                   |                          |                          |                          |                                   |                                   |                                   |
| 245                   | Davide Formolo        | 9°                    |                          |                          |                          |                                   |                                   |                                   |
| 246                   | Brandon McNulty       | 70°                   |                          |                          |                          |                                   |                                   |                                   |
| 247                   | Tim Wellens           | 13°                   |                          |                          |                          |                                   |                                   |                                   |